# Peirene

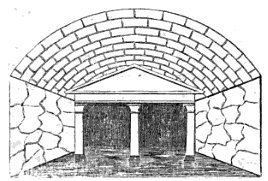
Zeichnung des Inneren der Quelle Peirene auf Akrokorinth (von Karl Wilhelm Göttling, 1843)

Peirene (altgriechisch Πειρήνη Peirḗnē) heißt eine Najade in der griechischen Mythologie.
Als Vater wird der Fluss Acheloos, der peloponnesische Fluss Asopos oder der spartanische König Oibalos genannt. Als Zeus Aigina, die Tochter des Asopos entführte, beobachtete Sisyphos von seinem Wohnort auf Akrokorinth dies. Auf der Suche nach seiner Tochter kam Asopos auch zu Sisyphos. Dieser wollte sein Wissen nur freigeben, wenn Asopos ihm eine Quelle schenken würde und so erhielt er die Quelle Peirene auf Akrokorinth, die auch Obere Peirene genannt wird.
Poseidon schenkte ihr zwei Söhne, Leches und Kenchrias, die eponymen Heroen von Lechaion und Kenchreai. Als Kenchrias versehentlich durch einen Pfeil der Artemis getötet wurde, weinte Peirene so sehr, dass aus ihren Tränen die Peirene-Quelle in Korinth entstand. Nach anderer Darstellung floss die Obere Peirene unterirdisch ab und speiste am Fuße des Berges in Korinth die Quelle Peirene, die auch Untere Peirene genannt wird. An dieser Quelle fing Bellerophon das geflügelte Pferd Pegasos, als es dort trank, ein.
Nach einer anderen Version der Sage entstand die Quelle durch das Aufstampfen des Asopos oder den Hufschlag des Pegasos.

## Künstlerische Darstellungen
Der polnische Komponist Zbigniew Bujarski komponierte 2003 ein Orchesterwerk mit dem Titel Peirene.